# 大野博司
大野 博司（おおの ひろし、1958年〈昭和33年〉10月27日 - ）は、日本の免疫学者。学位は医学博士（千葉大学大学院・1991年）。理化学研究所生命医科学研究センター副センター長・粘膜システム研究チーム チームリーダー。 横浜市立大学大学院免疫生物学研究室客員教授。千葉大学大学院医学研究院客員教授。
東京都文京区出身。腸内細菌が宿主の健康や病態に及ぼす影響に着目し、特に粘膜関連リンパ組織を覆う特殊に分化した上皮層に存在する抗原取り込み細胞である M細胞に関する研究を進めてきた、この分野での第一人者である。宿主-腸内細菌相互作用が宿主の生理・病理に及ぼす影響の分子メカニズムについて、この分野では世界をリードする研究成果を発信し続けている。

## 略歴
- 1974年（昭和49年）
  - 4月 - 栃木県立真岡高等学校入学
- 1976年（昭和51年）
  - 4月 - 鳥取県立米子東高等学校編入（1977年卒業）
- 1983年（昭和58年）
  - 3月 - 千葉大学医学部医学科卒業
  - 5月 - 千葉大学医学部附属病院麻酔科研修医（1984年3月まで）
- 1984年（昭和59年）
  - 4月 - 東京厚生年金病院麻酔科医師（1985年3月まで）
- 1985年（昭和60年）
  - 4月 - 国保松戸市立病院麻酔科医師(1986年3月まで)
- 1986年（昭和61年）
  - 4月 - 千葉県がんセンター麻酔科医師(1987年3月まで)
- 1991年（平成3年）
  - 4月 - 千葉大学医学部助手（1997年4月まで）
- 1994年（平成6年）
  - 4月 - アメリカ国立衛生研究所（NIH）訪問研究員(1997年2月まで)
- 1997年（平成9年）
  - 5月 - 千葉大学医学部助教授（1999年3月まで）
- 1999年（平成11年）
  - 4月 - 金沢大学がん研究所教授（2004年3月まで）
- 2004年（平成16年）
  - 4月 - 独立行政法人理化学研究所 免疫アレルギー科学総合研究センターチームリーダー（2013年3月まで）
- 2005年（平成17年）
  - 4月 - 横浜市立大学大学院客員教授（兼任）
- 2007年（平成19年）
  - 4月 - 千葉大学大学院客員教授（兼任）
- 2013年（平成25年）
  - 4月 - 独立行政法人理化学研究所統合生命医科学研究センターグループディレクター
- 2018年（平成30年）
  - 4月 - 国立研究開発法人理化学研究所生命医科学研究センター粘膜システム研究チームチームリーダー
- 2022年（令和4年）
  - 4月 - 国立研究開発法人理化学研究所生命医科学研究センター副センター長

## 人物

### 趣味・嗜好
- ビール愛好家である。
- 競技種目に限らずスポーツ観戦を好む。

### エピソード
- 父親の職業の都合で幼少のころより全国行脚する（幼稚園３つ、小学校４校、中学・高校も途中で１回ずつ転校した。入学と卒業が一緒の学校は大学がはじめて）。[1]

## 学術賞
- 2016年（平成28年度）
  - 安藤百福賞: 「腸内細菌が食物成分を分解して産生する代謝産物による腸管免疫系制御の分子メカニズムの解明」
  - ベルツ賞2等賞　: 「宿主－腸内細菌叢相互作用」
- 2018年（平成30年度）
  - 文部科学大臣表彰科学技術賞：「腸内環境の統合的研究」
  - 野口英世記念医学賞：「宿主-腸内細菌相互作用の総合的理解に関する研究」
- 2021年（令和3年度）
  - 持田記念学術賞: 「健康と病態に関わる宿主-腸内細菌相互作用の包括的理解」
- 2022年（令和4年度）
  - 高峰記念第一三共賞: 「宿主-腸内細菌相互作用の統合的理解に関する研究」
  - 上原賞: 「宿主の生理・病理と宿主－腸内細菌叢相互作用の統合的理解」

## 栄典・顕彰
- 2023年
  - 紫綬褒章[2]

## 著作

### 主要論文
- Takeuchi, T. et al. (2021). “Acetate differentially regulates IgA reactivity to commensal bacteria”. Nature (雑誌) 595 (7868):  560-564. doi:10.1038/s41586-021-03727-5. PMID 34262176.
- Miyauchi, E. et al. (2020). “Gut microorganisms act together to exacerbate inflammation in spinal cords”. Nature (雑誌) 585 (7823):  102–106. doi:10.1038/s41586-020-2634-9. PMID 32848245.
- Takeuchi, T. et al. (2023). “Gut microbial carbohydrate metabolism contributes to insulin resistance”. Nature (雑誌) 621 (7978):  389–395. doi:10.1038/s41586-023-06466-x. PMID 37648852.
- Takeuchi, T. et al. (2023). “Fatty acid overproduction by gut commensal microbiota exacerbates obesity”. Cell Metab (雑誌) 35 (2):  361–375.e9. doi:10.1016/j.cmet.2022.12.013. PMID 36652945.
- Furusawa, Y. et al. (2013). “Commensal microbe-derived butyrate induces the differentiation of colonic regulatory T cells”. Nature (雑誌) 504 (7480):  446–450. doi:10.1038/nature12721. PMID 24226770.
- Fukuda, S. et al. (2011). “Bifidobacteria can protect from enteropathogenic infection through production of acetate”. Nature (雑誌) 469 (7331):  543–547. doi:10.1038/nature09646. PMID 21270894.
- Hase, K. et al. (2009). “Uptake through glycoprotein 2 of FimH(+) bacteria by M cells initiates mucosal immune response”. Nature (雑誌) 462 (7270):  226–230. doi:10.1038/nature08529. PMID 19907495.
- Ohno, H. et al. (1995). “Interaction of tyrosine-based sorting signals with clathrin-associated proteins”. Science (雑誌) 269 (5232):  1872-1875. doi:10.1126/science.7569928. PMID 7569928.

### 書籍
専門書籍
- 大野博司・服部正平 編集 編『実験医学増刊 Vol.32 No.5 常在細菌叢が操るヒトの健康と疾患〜メタゲノムなどの革新的解析法が明らかにした消化器・代謝・神経・小児疾患との関わりとプレ・プロバイオティクス,細菌移植などの治療応用』羊土社〈32-05 実験医学 増刊〉、2014年3月15日。ISBN-10 4758103372、ISBN-13 978-4758103374。
- 大野博司　編集 編『実験医学増刊 Vol.37 No.2 腸内細菌叢　健康と疾患を制御するエコシステム』羊土社、2019年1月21日。OCLC 437307425。ISBN-10 4758103763、ISBN-13 978-4758103763。

## 出演
- NHKスペシャル（NHK総合）
  - 「人体 ミクロの大冒険　第3回あなたを守る！細胞が老いと戦う」（2014年4月6日）

- 林修の今知りたいでしょ！（テレビ朝日）
  - 「緊急特集！感染爆発インフルエンザ＆冬に気を付けたいアレルギー 国民の疑問に世界的権威が答えますSP」（2025年1月23日）